# Unstrutaue bei Burgscheidungen
Die Unstrutaue bei Burgscheidungen ist ein FFH-Gebiet in den Gemeinden Karsdorf und Gleina und der Stadt Laucha an der Unstrut im Burgenlandkreis in Sachsen-Anhalt.

## Allgemeines
Das FFH-Gebiet ist circa 279 Hektar groß. Es überlagert sich mit dem Landschaftsschutzgebiet „Unstrut-Triasland“. Im Osten grenzt es kleinflächig an das FFH-Gebiet „Trockenrasenflächen bei Karsdorf und Glockenseck“. Das FFH-Gebiet umfasst die Flächennaturdenkmale „Wiesengraben Burgscheidungen-Wennungen“ und „Sumpfwiesenstück“. Es ist durch die Landesverordnung zur Unterschutzstellung der Natura 2000-Gebiete im Land Sachsen-Anhalt (N2000-LVO LSA) seit dem 21. Dezember 2018 rechtlich gesichert. Zuständige untere Naturschutzbehörde ist der Burgenlandkreis.

## Beschreibung
Das FFH-Gebiet liegt südwestlich von Halle (Saale) im Naturpark Saale-Unstrut-Triasland. Es umfasst einen Abschnitt der Unstrut mit ihrer Aue zwischen Wennungen in der Gemeinde Karsdorf und Dorndorf, einem Ortsteil von Laucha an der Unstrut. Die Unstrut wird von als Galeriewald ausgebildetem Hartholzauwald begleitet. Daneben sind feuchte Hochstaudenfluren aus Rohrglanzgras, Echter Zaunwinde, Nesselseide, Wasserdarm, Knolligem Kälberkropf und Schwarzem Senf zu finden. In der Unstrut ist stellenweise Wasservegetation aus Kammlaichkraut und Rauem Hornblatt ausgebildet. In den Gräben der Aue sind Pflanzengesellschaften mit Sumpfwasserstern, Schmalblättrigem Merk, Bachbunge und Kleinblättriger Brunnenkresse zu finden.
In der Aue der Unstrut, die bei Hochwasser regelmäßig überflutet wird, sind großflächig Grünländer ausgebildet. Diese werden teilweise intensiv genutzt und sind artenarm. Kleinflächig sind aber auch artenreichere Mähwiesen sowie Brenndolden-Auenwiesen ausgebildet. Hier siedeln unter anderem Gelbe Wiesenraute, Kantenlauch, Silau, Wiesenalant, Wiesenschaumkraut, Sumpfdotterblume und Scharfer Hahnenfuß. Die Aue ist Jagdrevier verschiedener Fledermäuse. Die Unstrut und ihre Aue sind Lebensraum unter anderem für Fischotter, Grüne Flussjungfer, Asiatische Keiljungfer und Kammmolch.